# Alaska Permanent Fund
L'Alaska Permanent Fund (APF) è un fondo permanente gestito dall'azienda statale Alaska Permanent Fund Corporation (APFC).
Il principale uso dell'APF è quello di pagare un dividendo speciale (il Permanent Fund Dividend, o PFD), che viene visto come uno dei pochi veri esempi di reddito di base.

## Descrizione
Dopo che, con l'ultimazione del Trans-Alaska Pipeline System nel 1977 avviato a seguito della crisi petrolifera del 1973, il petrolio cominciò ad essere estratto nel North Slope e ad arrivare sul mercato, la politica dell'Alaska e i suoi cittadini cercarono un modo per poter gestire al meglio e con efficienza tutte le ingenti entrate che sarebbero arrivate da lì in poi: la Costituzione dell'Alaska fu emendata per consentire di raccogliere il 25% dei proventi delle entrate generate dall'estrazione petrolifera in un fondo permanente, che fu attivato dal 1982.

### Permanent Fund Dividend

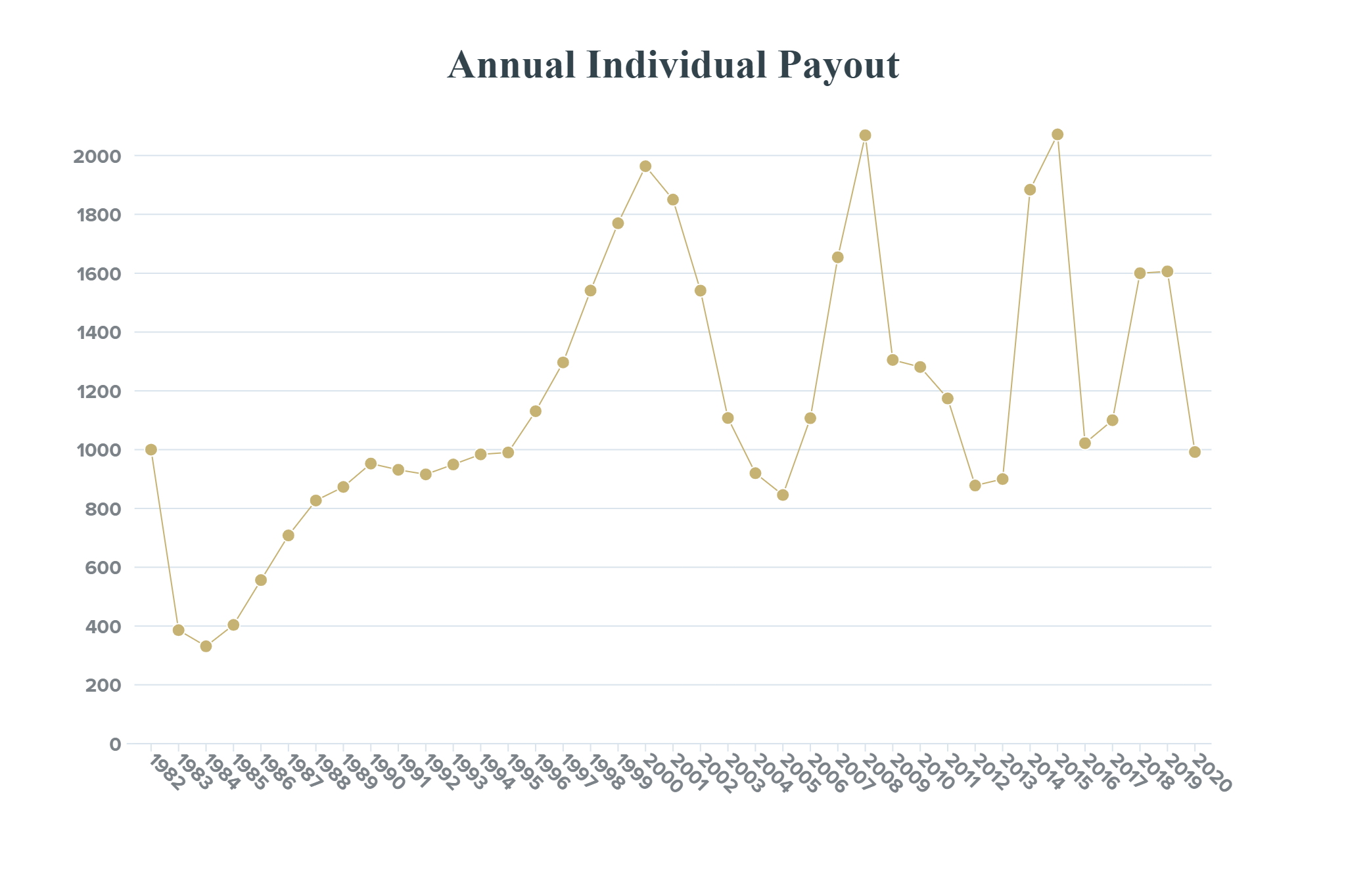
Andamento del dividendo individuale pagato ad ogni residente dell'Alaska che rispetti i requisiti (1982 - 2020).

Il Permanent Fund Dividend (PFD) è il dividendo sociale che viene pagato a ogni residente in Alaska per un intero anno solare (1º gennaio - 31 dicembre). L'ammontare del dividendo si basa sulla media degli ultimi 5 anni della prestazione dell'APF ed è suscettibile a variazioni anche importanti a seguito di fluttuazioni in borsa e ad altro ancora.
Esistono però degli ulteriori requisiti da rispettare:
- Essere fisicamente assenti dal territorio dello Stato dell'Alaska per meno di 180 giorni in un anno solare (tranne che per assenze giustificate);
- Non aver subito confische di beni a seguito di condanne;
- Non essere stati incarcerati per vari tipi di reato.

Il dividendo dell'APF per il 2022 è stato di 3.284 $.